# Stanley-Cup-Playoffs 1961
Die Playoffs um den Stanley Cup des Jahres 1961 begannen am 21. März 1961 und endeten am 16. April 1961 mit dem 4:2-Sieg der Chicago Black Hawks über die Detroit Red Wings. Die Black Hawks gewannen ihren ersten Titel seit 1938 und zugleich den insgesamt dritten ihrer Franchise-Geschichte, zugleich aber auch den vorerst letzten bis zum Jahre 2010. Gemeinsam mit den Red Wings formierten sie das erste rein US-amerikanische Endspiel seit 1950 (Detroit gg. New York), während beide Teams mit Gordie Howe und Pierre Pilote jeweils einen Topscorer stellten. Außerdem endeten zugleich die Rekordserien von fünf aufeinander folgenden Stanley-Cup-Siegen und zehn Finalteilnahmen der Canadiens de Montréal. Darüber hinaus markierten die Playoffs 1961 das einzige Jahr der Original-Six-Ära (1942–1967), in dem der Titelträger nicht Montréal, Detroit oder Toronto hieß.

## Modus
Für die Playoffs qualifizierten sich die vier besten Teams der Liga. Im Halbfinale standen sich der Erste und der Dritte sowie der Zweite und der Vierte der Abschlusstabelle gegenüber. Die jeweiligen Sieger bestritten anschließend das Stanley-Cup-Finale.
Alle Serien wurden dabei im Best-of-Seven-Modus ausgetragen, das heißt, dass ein Team vier Siege zum Weiterkommen benötigte. Das höher gesetzte Team hatte dabei in den ersten beiden Spielen Heimrecht, die nächsten beiden das gegnerische Team. Sollte bis dahin kein Sieger aus der Runde hervorgegangen sein, wechselte das Heimrecht von Spiel zu Spiel. So hatte die höher gesetzte Mannschaft in den Spielen 1, 2, 5 und 7, also vier der maximal sieben Spiele, einen Heimvorteil. Von diesem üblichen Modus wurde in diesem Endspiel allerdings abgewichen, so wechselte dort das Heimrecht durchgehend von Spiel zu Spiel.
Bei Spielen, die nach der regulären Spielzeit von 60 Minuten unentschieden blieben, folgte die Overtime. Sie endete durch das erste erzielte Tor (Sudden Death).

## Qualifizierte Teams
- (1) Canadiens de Montréal
- (2) Toronto Maple Leafs
- (3) Chicago Black Hawks
- (4) Detroit Red Wings

## Playoff-Baum
|  | Halbfinale | Halbfinale            | Halbfinale |  |  | Stanley-Cup-Finale | Stanley-Cup-Finale  | Stanley-Cup-Finale |
|  |            |                       |            |  |  |                    |                     |                    |
|  |            |                       |            |  |  |                    |                     |                    |
|  | 1          | Canadiens de Montréal | 2          |  |  |                    |                     |                    |
|  | 3          | Chicago Black Hawks   | 4          |  |  |                    |                     |                    |
|  |            |                       |            |  |  | 3                  | Chicago Black Hawks | 4                  |
|  |            |                       |            |  |  | 4                  | Detroit Red Wings   | 2                  |
|  | 2          | Toronto Maple Leafs   | 1          |  |  |                    |                     |                    |
|  | 4          | Detroit Red Wings     | 4          |  |  |                    |                     |                    |
|  |            |                       |            |  |  |                    |                     |                    |

## Halbfinale

### (1) Canadiens de Montréal – (3) Chicago Black Hawks
| 21. März 1961 | Canadiens de Montréal Bernie Geoffrion (2:53) Gilles Tremblay (21:21) Claude Provost (43:23) Dickie Moore (46:10) Phil Goyette (47:57) Jean-Guy Talbot (50:06) | 6:2 (1:1, 1:1, 4:0) Spielbericht Stand: 1:0 | Chicago Black Hawks Tod Sloan (11:04) Pierre Pilote (39:23) | Forum de Montréal, Montréal, Québec |

| 23. März 1961 | Canadiens de Montréal Bernie Geoffrion (36:02) Henri Richard (38:36) Phil Goyette (50:26) | 3:4 (0:0, 2:2, 1:2) Spielbericht Stand: 1:1 | Chicago Black Hawks Stan Mikita (29:02) Kenny Wharram (33:18) Bobby Hull (48:23) Ed Litzenberger (57:05) | Forum de Montréal, Montréal, Québec |

| 26. März 1961 | Chicago Black Hawks Murray Balfour (38:33) Gilles Tremblay (112:12) | 2:1 n. V. (0:0, 1:0, 0:1, 0:0, 0:0, 1:0) Spielbericht Stand: 2:1 | Canadiens de Montréal Henri Richard (59:24) | Chicago Stadium, Chicago, Illinois |

| 28. März 1961 | Chicago Black Hawks Dollard St. Laurent (4:24) Stan Mikita (29:28) | 2:5 (1:2, 1:2, 0:1) Spielbericht Stand: 2:2 | Canadiens de Montréal Phil Goyette (4:02) Dickie Moore (17:57) Bill Hicke (25:00) Dickie Moore (34:18) Bill Hicke (44:24) | Chicago Stadium, Chicago, Illinois |

| 1. April 1961 | Canadiens de Montréal | 0:3 (0:0, 0:1, 0:2) Spielbericht Stand: 2:3 | Chicago Black Hawks Elmer Vasko (28:34) Ab McDonald (53:17) Stan Mikita (55:40) | Forum de Montréal, Montréal, Québec |

| 4. April 1961 | Chicago Black Hawks Bill Hay (21:15) Bobby Hull (25:49) Eric Nesterenko (35:58) | 3:0 (0:0, 3:0, 0:0) Spielbericht Stand: 4:2 | Canadiens de Montréal | Chicago Stadium, Chicago, Illinois |

### (2) Toronto Maple Leafs – (4) Detroit Red Wings
| 22. März 1961 | Toronto Maple Leafs Bob Nevin (22:20) Ron Stewart (54:26) Chief Armstrong (84:51) | 3:2 n. V. (0:1, 1:0, 1:1, 0:0, 1:0) Spielbericht Stand: 1:0 | Detroit Red Wings Alex Delvecchio (0:14) Howie Young (41:46) | Maple Leaf Gardens, Toronto, Ontario |

| 25. März 1961 | Toronto Maple Leafs Billy Harris (24:04) Frank Mahovlich (49:49) | 2:4 (0:0, 1:2, 1:2) Spielbericht Stand: 1:1 | Detroit Red Wings Marcel Pronovost (27:49) Leo Labine (36:27) Gerry Melnyk (45:34) Vic Stasiuk (48:02) | Maple Leaf Gardens, Toronto, Ontario |

| 26. März 1961 | Detroit Red Wings Gordie Howe (44:51) Val Fonteyne (46:13) | 2:0 (0:0, 0:0, 2:0) Spielbericht Stand: 2:1 | Toronto Maple Leafs | Detroit Olympia, Detroit, Michigan |

| 28. März 1961 | Detroit Red Wings Leo Labine (19:08) Gordie Howe (31:20) Marcel Pronovost (43:24) Val Fonteyne (59:55) | 4:1 (1:1, 1:0, 2:0) Spielbericht Stand: 3:1 | Toronto Maple Leafs Bert Olmstead (12:52) | Detroit Olympia, Detroit, Michigan |

| 1. April 1961 | Toronto Maple Leafs Red Kelly (36:36) Dave Keon (53:51) | 2:3 (0:2, 1:1, 1:0) Spielbericht Stand: 1:4 | Detroit Red Wings Gordie Howe (4:26) Len Lunde (14:11) Al Johnson (25:27) | Maple Leaf Gardens, Toronto, Ontario |

## Stanley-Cup-Finale

### (3) Chicago Black Hawks – (4) Detroit Red Wings
| 6. April 1961 | Chicago Black Hawks Bobby Hull (9:39) Kenny Wharram (10:10) Bobby Hull (13:15) | 3:2 (3:0, 0:1, 0:1) Spielbericht Stand: 1:0 | Detroit Red Wings Len Lunde (36:14) Al Johnson (59:18) | Chicago Stadium, Chicago, Illinois |

| 8. April 1961 | Detroit Red Wings Howie Young (8:10) Alex Delvecchio (17:39) Alex Delvecchio (59:22) | 3:1 (2:0, 0:1, 1:0) Spielbericht Stand: 1:1 | Chicago Black Hawks Pierre Pilote (20:41) | Detroit Olympia, Detroit, Michigan |

| 10. April 1961 | Chicago Black Hawks Stan Mikita (31:54) Ron Murphy (34:19) Murray Balfour (38:16) | 3:1 (0:0, 3:0, 0:1) Spielbericht Stand: 2:1 | Detroit Red Wings Gordie Howe (49:28) | Chicago Stadium, Chicago, Illinois |

| 12. April 1961 | Detroit Red Wings Alex Delvecchio (28:48) Bruce MacGregor (53:10) | 2:1 (0:0, 1:1, 1:0) Spielbericht Stand: 2:2 | Chicago Black Hawks Bill Hay (27:34) | Detroit Olympia, Detroit, Michigan |

| 14. April 1961 | Chicago Black Hawks Murray Balfour (9:36) Ron Murphy (10:04) Murray Balfour (36:25) Stan Mikita (42:51) Pierre Pilote (47:02) Stan Mikita (53:27) | 6:3 (2:2, 1:1, 3:0) Spielbericht Stand: 3:2 | Detroit Red Wings Leo Labine (2:14) Howie Glover (15:35) Vic Stasiuk (38:49) | Chicago Stadium, Chicago, Illinois |

| 16. April 1961 | Detroit Red Wings Parker MacDonald (15:24) | 1:5 (1:0, 0:2, 0:3) Spielbericht Stand: 2:4 | Chicago Black Hawks Reg Fleming (26:45) Ab McDonald (38:49) Eric Nesterenko (40:57) Jack Evans (46:27) Kenny Wharram (58:00) | Detroit Olympia, Detroit, Michigan |

### Stanley-Cup-Sieger
| Stanley-Cup-Sieger Chicago Black Hawks | Torhüter: Denis DeJordy, Roy Edwards, Glenn Hall Verteidiger: Al Arbour, Jack Evans, Wayne Hillman, Pierre Pilote, Dollard St. Laurent, Elmer Vasko Angreifer: Earl Balfour, Murray Balfour, Reg Fleming, Bill Hay, Wayne Hicks, Bobby Hull, Ed Litzenberger (C), Chico Maki, Ab McDonald, Stan Mikita, Ron Murphy, Eric Nesterenko, Tod Sloan, Kenny Wharram Cheftrainer: Rudy Pilous General Manager: Tommy Ivan |

## Beste Scorer
Abkürzungen: GP = Spiele, G = Tore, A = Assists, Pts = Punkte, +/− = Plus/Minus, PIM = Strafminuten; Fett: Bestwert
| Spieler         | Team     | GP | G | A  | Pts | +/− | PIM |
| --------------- | -------- | -- | - | -- | --- | --- | --- |
| Gordie Howe     | Detroit  | 11 | 4 | 11 | 15  | +5  | 10  |
| Pierre Pilote   | Chicago  | 12 | 3 | 12 | 15  | +11 | 8   |
| Bobby Hull      | Chicago  | 12 | 4 | 10 | 14  | +10 | 4   |
| Stan Mikita     | Chicago  | 12 | 6 | 5  | 11  | +5  | 21  |
| Murray Balfour  | Chicago  | 11 | 5 | 5  | 10  | +5  | 14  |
| Alex Delvecchio | Detroit  | 11 | 4 | 5  | 9   | +5  | 0   |
| Kenny Wharram   | Chicago  | 12 | 3 | 5  | 8   | +6  | 12  |
| Vic Stasiuk     | Detroit  | 11 | 2 | 5  | 7   | +5  | 4   |
| Bill Hay        | Chicago  | 12 | 2 | 5  | 7   | +4  | 20  |
| Phil Goyette    | Montréal | 6  | 3 | 3  | 6   | +4  | 0   |

## Beste Torhüter
Die kombinierte Tabelle zeigt die jeweils drei besten Torhüter in den Kategorien Gegentorschnitt und Fangquote sowie die jeweils Führenden in den Kategorien Shutouts und Siege.
Abkürzungen: GP = Spiele, Min = Eiszeit (in Minuten), W = Siege, L = Niederlagen, GA = Gegentore, SO = Shutouts, Sv% = gehaltene Schüsse (in %), GAA = Gegentorschnitt; Fett: Bestwert; Sortiert nach Gegentorschnitt.
Erfasst werden nur Torhüter mit 120 absolvierten Spielminuten.
| Spieler        | Team     | GP | Min    | W | L | GA | SO | Sv%  | GAA  |
| -------------- | -------- | -- | ------ | - | - | -- | -- | ---- | ---- |
| Glenn Hall     | Chicago  | 12 | 771:12 | 8 | 4 | 26 | 2  | 95,2 | 2,02 |
| Terry Sawchuk  | Detroit  | 8  | 464:51 | 5 | 3 | 18 | 1  | 92,1 | 2,32 |
| Jacques Plante | Montréal | 6  | 412:12 | 2 | 4 | 16 | 0  | 92,9 | 2,33 |
| Johnny Bower   | Toronto  | 3  | 180:00 | 0 | 3 | 8  | 0  | 92,7 | 2,67 |